# Bosistoa pentacocca
Bosistoa pentacocca är en vinruteväxtart. Bosistoa pentacocca ingår i släktet Bosistoa och familjen vinruteväxter.

## Underarter
Arten delas in i följande underarter:
- B. p. connaricarpa
- B. p. pentacocca